# Grand Prix moto d'Europe 1993
Le  Grand Prix moto d'Europe 1993 est la huitième manche du Championnat du monde de vitesse moto 1993. La compétition s'est déroulée le 4 juillet 1993 sur le Circuit de Catalogne près de Barcelone en Espagne. C'est la 3e édition du Grand Prix moto d'Europe.

## Classement final 500 cm3
| Pos  | Pilote            | Constructeur  | Temps/Écart     | Points |
| ---- | ----------------- | ------------- | --------------- | ------ |
| 1    | Wayne Rainey      | Yamaha        | 45 min 58 s 314 | 25     |
| 2    | Mickael Doohan    | Honda         | +3 s 898        | 20     |
| 3    | Kevin Schwantz    | Suzuki        | +18 s 992       | 16     |
| 4    | Daryl Beattie     | Honda         | +46 s 625       | 13     |
| 5    | Alex Barros       | Suzuki        | +55 s 799       | 11     |
| 6    | Niall Mackenzie   | ROC Yamaha    | +55 s 806       | 10     |
| 7    | Juan Lopez Mella  | ROC Yamaha    | +1 min 05 s 880 | 9      |
| 8    | José Kuhn         | ROC Yamaha    | +1 min 05 s 962 | 8      |
| 9    | Juan Garriga      | Cagiva        | +1 min 36 s 568 | 7      |
| 10   | Renato Colleoni   | ROC Yamaha    | +1 min 46 s 964 | 6      |
| 11   | Jeremy McWilliams | Yamaha        | +1 min 49 s 221 | 5      |
| 12   | Sean Emmett       | Harris Yamaha | +1 tour         | 4      |
| 13   | Andreas Meklau    | ROC Yamaha    | +1 tour         | 3      |
| 14   | Cees Doorakkers   | Harris Yamaha | +1 tour         | 2      |
| 15   | Luca Cadalora     | Yamaha        | +1 tour         | 1      |
| 16   | Andrew Stroud     | Harris Yamaha | +1 tour         |        |
| 17   | Michael Rudroff   | Harris Yamaha | +1 tour         |        |
| Abd. | Bernard Garcia    | Yamaha        | Abandon         |        |
| Abd. | Serge David       | ROC Yamaha    | Abandon         |        |
| Abd. | Tsutomu Udagawa   | ROC Yamaha    | Abandon         |        |
| Abd. | Laurent Naveau    | ROC Yamaha    | Abandon         |        |
| Abd. | Thierry Crine     | ROC Yamaha    | Abandon         |        |
| Abd. | Lucio Pedercini   | ROC Yamaha    | Abandon         |        |
| Abd. | Kevin Mitchell    | Harris Yamaha | Abandon         |        |
| Abd. | Bruno Bonhuil     | ROC Yamaha    | Abandon         |        |
| Abd. | Marco Papa        | Librenti      | Abandon         |        |
| Abd. | Doug Chandler     | Cagiva        | Abandon         |        |
| Abd. | Shinichi Itoh     | Honda         | Abandon         |        |
| Abd. | Simon Crafar      | Harris Yamaha | Abandon         |        |
| Abd. | Àlex Crivillé     | Honda         | Abandon         |        |

## Classement final 250 cm3
| Pos | Pilote               | Constructeur | Temps/Écart | Points |
| --- | -------------------- | ------------ | ----------- | ------ |
| 1   | Loris Capirossi      | Honda        |             | 25     |
| 2   | Loris Reggiani       | Aprilia      |             | 20     |
| 3   | Tetsuya Harada       | Yamaha       |             | 16     |
| 4   | Jean-Philippe Ruggia | Aprilia      |             | 13     |
| 5   | Max Biaggi           | Honda        |             | 11     |
| 6   | Tadayuki Okada       | Honda        |             | 10     |
| 7   | Helmut Bradl         | Honda        |             | 9      |
| 8   | Pierfrancesco Chili  | Yamaha       |             | 8      |
| 9   | Nobuatsu Aoki        | Honda        |             | 7      |
| 10  | Alberto Puig         | Honda        |             | 6      |
| 11  | Marcellino Lucchi    | Aprilia      |             | 5      |
| 12  | Eskil Suter          | Aprilia      |             | 4      |
| 13  | Simon Crafar         | Suzuki       |             | 3      |
| 11  | Alessandro Gramigni  | Gilera       |             | 2      |

## Classement final 125 cm3
| Pos  | Pilote             | Constructeur | Temps/Écart     | Points |
| ---- | ------------------ | ------------ | --------------- | ------ |
| 1    | Noboru Ueda        | Honda        | 43 min 33 s 091 | 25     |
| 2    | Ralf Waldmann      | Aprilia      | +0 s 061        | 20     |
| 3    | Akira Saito        | Honda        | +0 s 085        | 16     |
| 4    | Herri Torrontegui  | Aprilia      | +0 s 224        | 13     |
| 5    | Dirk Raudies       | Honda        | +1 s 571        | 11     |
| 6    | Jorge Martinez     | Honda        | +22 s 513       | 10     |
| 7    | Carlos Checa       | Honda        | +22 s 615       | 9      |
| 8    | Ezio Gianola       | Honda        | +22 s 715       | 8      |
| 9    | Takeshi Tsujimura  | Honda        | +34 s 797       | 7      |
| 10   | Haruchika Aoki     | Honda        | +35 s 003       | 6      |
| 11   | Hans Spaan         | Honda        | +35 s 033       | 5      |
| 12   | Oliver Petrucciani | Aprilia      | +35 s 266       | 4      |
| 13   | Manfred Baumann    | Honda        | +36 s 144       | 3      |
| 14   | Stefan Kurfiss     | Aprilia      | +37 s 745       | 2      |
| 15   | Oliver Koch        | Honda        | +43 s 203       | 1      |
| 16   | Luigi Ancona       | Honda        | +51 s 095       |        |
| 17   | Fausto Gresini     | Honda        | +53 s 147       |        |
| 18   | Lucio Cecchinello  | Gazzaniga    | +55 s 445       |        |
| 19   | Neil Hodgson       | Honda        | +55 s 531       |        |
| 20   | Arie Molenaar      | Honda        | +55 s 963       |        |
| 21   | Gabriele Debbia    | Honda        | +1 min 40 s 929 |        |
| Abd. | Manuel Hernandez   | Aprilia      | Abandon         |        |
| Abd. | Carlos Giro Jr     | Aprilia      | Abandon         |        |
| Abd. | Sinya Sato         | Honda        | Abandon         |        |
| Abd. | Kinya Wada         | Honda        | Abandon         |        |
| Abd. | Kazuto Sakata      | Honda        | Abandon         |        |
| Abd. | Julian Miralles    | Honda        | Abandon         |        |
| Abd. | Peter Oettl        | Aprilia      | Abandon         |        |
| Abd. | Josep Sarda        | Honda        | Abandon         |        |
| Abd. | Garry McCoy        | Aprilia      | Abandon         |        |
| Abd. | Giovanni Palmieri  | Aprilia      | Abandon         |        |
| Abd. | Maik Stief         | Honda        | Abandon         |        |
| Abd. | Luis Alvaro        | Honda        | Abandon         |        |
| Np.  | Emilio Cuppini     | Honda        | Non partant     |        |